# 제12회 서울국제대안영상예술페스티벌
제12회 서울국제대안영상예술페스티벌은 2012년 7월 25일에 열린 시상식이다.

## 수상 및 후보

### 최고구애상
- 아무도 꾸지 않은 꿈 - 홍효은 수상

### 대안영화상
- 단편적인 기억의 역사 - 출라얀논 시리폰 수상

### 젊은작가상
- 일시적기업 - 차지량 수상

### 뉴미디어아트상
- 원더뷰어 체험존 - 임도원 수상

### 신진작가상
- 다 내 잘못이죠 뭐 - 조민지 수상

### 친구열전
- 앨범에 관하여 - 세바스티안 버크너
- 허공, 그늘 - 황선숙
- 날카로운 빛(트레일러) - 세쟈드 다우드
- 온 어 스트링 - 브렌트 워커
- 결혼에 관한 에피소드 - 유지숙
- 국제 연대 - 줄리앤 로즈 외 1명
- 22h13 22h13 - 르 잰드
- 신성한 봄 - 안정윤
- 더 핫티스트 데이 오브 더 이어 - 케렌 시터
- 디지털쟈키 - 윤정필
- 자연미 - Lernert & Sander
- 일렉트로테크닉 - Lernert & Sander
- 립써비스 - 서영주 외 1명
- 금붕어의 낮잠 - 정지숙
- 혁명 - 자코 올리비에르
- 숫호구 - 백승기
- 숭시 - 임흥순
- 희망버스, 러브 스토리 - 박성미
- 디지털무비 - 양경모
- 저수지의 개들 take2 낙동강 with 바드, 정민아 - 최진성
- 트래벨링 필즈 - 잉게르 리즈 핸슨
- 네부스 레룸 - 오톨리스 그룹
- 544/544 (업/다운) - 토마스 모어
- 트리 오알 우드 - 이은주
- 플래그 마운틴 - 존 스미스
- 라스트 찬스 - 제프 만제티 외 1명
- 멜리어 스트리트 - 샤롯 진스보그
- 죽음이 어머니를 삼키다 - 모건 M. 페이지
- 우리의 문화 - 엘리샤 림
- 황무지 - 제이미 로스
- 휴매니멀 - 코럴 쇼트
- 쓰레기 섬
- 커버스
- 아침 - 올리버 올리버
- 매사냥꾼 - 코코 리엇 외 1명
- 복어 - 코코 리엇 외 1명
- 전이 - 자코 올리비에르

### 시네마 랑가주
- 불안의 확장 - 허재훈
- 컨퍼런스 - 노르베르트 파펜비흘러
- 버스트 찬스 - 스테파니 바버
- 마야 데렌의 싱크 - 바바라 해머
- 저항하는 파라다이스 - 바바라 해머
- 무빙스토리 - 니콜라스 프로보스트

### 글로컬 구애전 X
- 차이 - 툴라프 샌자로앤
- 내추럴 어반 네이쳐 - 강민지
- 짝사랑 - 윤진아
- 애드벌룬 - 이우정
- 정면돌파 - 마조은
- 결 - 차미혜
- 간섭 - 전준혁
- 리모트 - 제시 맥클린
- [[쉬 [∫]]] - 김선좌
- 11月 - 김수지
- 호시탐탐,탐&제인 - 김소성
- 에피소즈_익명의 기념비 - 조민호
- 밤을 지새우며... - 와타나푸메 라이수완차이
- 마을, 침묵 - 데보라 스트라트맨
- 돌아가는 관람차 - 이정우
- 옥상곰 - 조익정
- 우리는 거리를 재기 시작했다 - 바스마 알샤리프
- 우유와 꿀의 이야기 - 바스마 알샤리프
- 찰나에서 온 묘로 - 양선우
- 삶은, 베개 - 윤현호
- 김치 - 김경래
- 날개개미 - 서보형
- 성 - 박은선
- 더 노트 - 황보금별
- 포스트피스 - 프레데릭 모펫
- CB - 더그 이스차르
- 도쿄 트리오롤로 - 오롤로
- 담벼락 - 백진영
- 20Hz - 죠 게하르트 외 1명
- 한국어 수업 - 김주미
- 3개의 태양 - 김다움
- 픽토그램 인사이드 - 조주상
- 단편적인 기억의 역사 - 출라얀논 시리폰
- 우리같은 공산주의자들 - 르 르베크
- 할망바다 - 강희진
- 그림자 괴물 - 박혜미
- 마법을 쓰지 않는 마법사 - 김일현
- 요세미티와 나 - 김지현
- 관점 - 황보새별
- 오목어 - 김진만
- 더 카메라 - 이정우
- 어 리프 볼케이노 - 다아키 사크피시트
- 나비는 지금 여기에 있었다 - 황규일
- 보편적인 이야기 - 신정균
- 삶의 사람들 - 유최늘샘
- 일시적기업 - 차지량
- 아무도 꾸지 않은 꿈 - 홍효은
- 관찰자들 - 재클린 고스
- 월 스트리트를 점령하라 - 젬 코엔
- 열두풍경 - 하준수

### 20주년 특별전: 2000-2020 한국 대안영상예술 어디까지 왔나
- 나의 어린 시절 - 존 토레스
- 토도 토도 테로스 - 존 토레스
- 섬데이 - 믹스라이스
- 인생은 투쟁이고 투쟁은 인생이다 - 믹스라이스
- 섞인 말들 - 믹스라이스
- 버마행동 - 믹스라이스
- 손들 - 믹스라이스
- 대화 - 믹스라이스
- 밤(트레일러) - 믹스라이스
- 타마우 - 페크 갈라가
- 사랑에 관한 어떤 독백 - 존 토레스
- 살라트 - 존 토레스
- 널 잡지 않고 어떻게 너를 잡을 수 있을까 - 존 토레스
- 이복형제 - 존 토레스
- 막간 - 존 토레스
- 구출 - 존 토레스
- 한밤중의 구체적인 것들 - 존 토레스
- 사랑과 기대 그 이면에 - 존 토레스
- 무성 영화 - 존 토레스
- 뮤즈 - 존 토레스
- 후렴은 노래속의 혁명처럼 일어난다 - 존 토레스
- 매팡-아키트 - 존 토레스
- 약속 - 이제이 발레스테로스
- 할라드 - 파올로 린다야
- 플라시보 - 덱스터 D. 델라 페나
- 열망 - 얌 팔마
- 커피 한잔에 든 핏방울 - 엑스포져
- 적군 - 엑스포져
- 권리2 - 엑스포져